# フクロオオカミ科
フクロオオカミ科（フクロオオカミか、Thylacinidae）は、哺乳綱フクロネコ形目に分類される科。

## 分類
2000年にノーザンテリトリーで発掘された化石からNimbacinus属の新種と、新属新種としてMutpuracinus archibaldiとTyarrpecinus rothiがそれぞれ記載された。この記載論文では、フクロネコ科の化石種とされていたBadjcinus turnbulliとMuribacinus gadiyulを、本科に含める説も提唱されている。
- †Badjcinus属
- †Maximucinus属
- †Muribacinus属
- † Mutpuracinus
  - Mutpuracinus archibaldi
- †Ngamalacinus属
- †Nimbacinus属
- † フクロオオカミ属[3] Thylacinus
  - Thylacinus cynocephalus フクロオオカミ[3] Thylacine[1]
- † Tjarrpecinus
  - Tyarrpecinus rothi
- †Wabulacinus属

## 人間との関係
西洋人のオーストラリア入植時にはフクロオオカミがタスマニア島に現存するのみで、大陸部では絶滅していた（ディンゴとの競合が原因と考えられている）。フクロオオカミも害獣としての駆除により乱獲され、1933年に捕獲された最後の個体が1936年に飼育下で死亡したことで絶滅したと考えられている。